# ناحیه راج‌شاهی
ناحیه راج‌شاهی (به لاتین: Rajshahi District) یک ناحیه در بنگلادش است که در استان راج‌شاهی واقع شده‌است.

## خصوصیات
ناحیه راج‌شاهی ۲٬۴۰۷٫۰۱ کیلومترمربع مساحت و ۲٬۵۹۵٬۱۹۷ نفر جمعیت دارد.